# 黎巴嫩总统
黎巴嫩总统职务创建于1926年，是黎巴嫩国家元首，拥有有限的权力。1943年起总统职务由基督教马龙派掌握，其中三次由穆斯林代理的是1988年的萨利姆·胡斯、2007年的福阿德·西尼乌拉和2022年的納吉布·米卡提。